# Leone Giraldoni
Leone Giraldoni (París, ca 1824 - Moscou, 19 de setembre de 1897) fou un famós baríton italià, particularment conegut per les seves interpretacions en papers verdians i per haver participat en les estrenes de Simon Boccanegra (1857) i Un ballo in maschera (1859).
Giraldoni va estudiar a Florència amb Luigi Ronzi i va debutar com el gran sacerdot a Saffo, de Pacini (Lodi, 1847), cantant posteriorment a Florència i en l'Òpera de Budapest. Va debutar a La Scala de Milà com a Il Conte di Luna a Il trovatore, el 1850. En 1859-60 va estar contractat a Sant Petersburg i el 1860 es va presentar al Teatro Real de Madrid (I vespri siciliani), on va cantar successivament en diverses temporades, destacant el Don Carlo de La forza del destino, en l'estrena local de l'òpera (1863), amb Verdi supervisant els assajos. El 1877, a La Scala, va cantar el Figaro en una inoblidable representació d'El barber de Sevilla al costat d'Adelina Patti com a Rosina, Ernesto Nicolini com a Almaviva i Giovanni Zucchini com a Bartolo.
Durant la seva llarga carrera es va fer particularment conegut com a intèrpret dels papers de baríton de les òperes de Verdi. Va ser triat pel compositor per crear el paper de Simon Boccanegra en l'estrena de la primera versió de l'òpera (La Fenice de Venècia, 1857) i el de Renato a Un ballo in maschera (Teatre Apollo de Roma, 1859). Altres estrenes destacats en els quals va participar van ser Mazeppa, de Carlo Pedrotti (Bolonya, 1861), Salvator Rosa, de Carlos Gomes (Gènova, 1874), i la reconstrucció d'Il duca d'Alba, de Donizetti (Roma, 1882). Va cantar diverses temporades al Gran Teatre del Liceu de Barcelona.
La seva última representació escènica va ser a Don Giovanni d'Austria, de Filippo Marchetti, al Teatre Costanzi de Roma, el 1885. Després de la seva retirada es va dedicar a l'ensenyament del cant, primer a Milà, i des de 1891 al Conservatori de Moscou.
Referències contemporànies descriuen la seva veu com a càlida, suau i homogènia. Se'l considerava un eficient actor, amb una noble presència escènica i bell fraseig, qualitats que el van fer un dels barítons favorits de Verdi.
Giraldoni es va casar amb la coneguda soprano i violinista Carolina Ferni. El seu fill, Eugenio Giraldoni (1870-1924), també es va convertir en un destacat baríton. A Roma, el 1900, Eugenio va crear el paper del Baró Scarpia a Tosca, de Puccini.